# Étoile d'or (médaille)
Pour les articles homonymes, voir Étoile d'or.

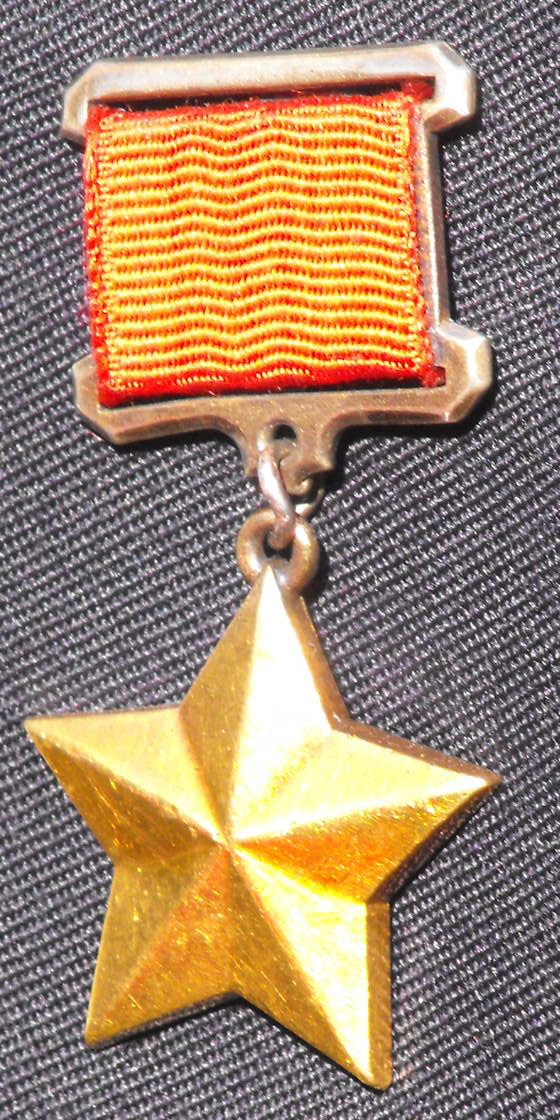
Étoile d'or de l'Union soviétique

L'étoile d'or est une médaille qui identifie les récipiendaires du titre de héros de l'Union soviétique et de certains États issus de l'ex-URSS.

## Origine soviétique
L'étoile d'or a été créée par décret du Præsidium du Soviet suprême, le 1er août 1939.
Auparavant, les héros de l'Union soviétique recevaient l'ordre de Lénine et un diplôme spécial (gramota, грамота) décrivant l'exploit héroïque. La médaille a été mise en place pour distinguer ces héros des récipiendaires de l'ordre de Lénine.
L'étoile d'or n'était pas normalement distribuée lorsque le titre de Héros de l'Union soviétique était attribué à titre posthume.
La médaille est une étoile en or suspendue à une attache rectangulaire avec un ruban de couleur spécifique à l'État qui l'attribue (rouge pour l'URSS, blanc / bleu / rouge pour la fédération de Russie, bleu / jaune pour l'Ukraine, rouge / vert pour la Biélorussie). Il est porté sur le côté gauche de la poitrine avant tout autre ordres ou médailles.
Même si elle est décrite comme une médaille, elle est en fait un insigne distinctif, porté à part et au-dessus d'autres ordres et médailles.

## Successeurs post soviétiques
De 1939 à 1991, elle a été associée au titre de héros de l'Union soviétique. Depuis la dissolution de l'Union soviétique, l'insigne et le titre afférent ont été remplacés par ceux des États maintenant indépendants, comme héros de Biélorussie, héros de la fédération de Russie, et héros d'Ukraine.  

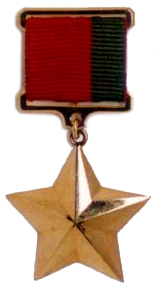
Étoile d'or de héros de Biélorussie
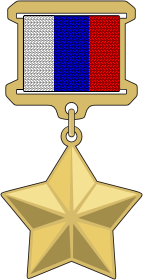
Étoile d'or de héros de la fédération de Russie
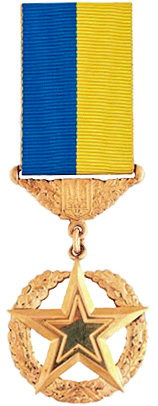
Étoile d'or de héros d'Ukraine